# 何凤祖
何凤祖（1935年2月—），宁夏灵武人，回族，经名哈吉·麦斯欧德，中华人民共和国政治人物，中华全国工商业联合会原副主席，第七、八届全国政协委员。